# The Sims 2: Noční život
The Sims 2: Noční život je druhý disk a rozšíření k počítačové hře The Sims 2. Hra byla vydána v září roku 2005. Datadisk do hry přidává další možnosti s kterými se hra stává atraktivnější. Na disku je k dispozici nové město Centrum, v kterém lze navštívit bary, restaurace, parky a zábavní podniky. Lze sem s jiným Simíkem vyjít na rande nebo uspořádat sraz, který je po skončení ohodnocen. Hra je rozšířena o některé nové předměty, jako jsou sedačky, židle, stoly, tančící koule či bowlingová dráha.
V režimu stavby jsou nové tapety, výmalby, podlahy, okna, dveře aj. Hra obsahuje i nové interakce, jako jsou pomalý tanec, různé polibky. V panelu vztahů je ukazatel chemie. Rozšíření obsahuje aspiraci "Touhu po požitcích".

## NPC
- Upír
- Číšníci
- Kuchaři
- Usazovači hostů v restauraci
- Barmani

## Nové pozemky
- Bary
- Restaurace
- Diskotéky
- Obchody
- Parky